# 키라☆피카
키라☆피카(일본어: きら☆ぴか)는 애니메이션《키라링☆레볼루션》의 유닛이다.

## 멤버
- 쿠스미 코하루(츠키시마 키라리 역할)
- 하기와라 마이(미즈키 히카루 역할)

## 음악

### 싱글
1. はなをぷーん／ふたりはNS (2007년 8월 1일, 한정반：EPCE-5487／통상반：EPCE-5488)

이 싱글은 양A면이다.
「はなをぷーん」은 키라링☆레볼루션 6기 엔딩 테마 (65 ~ 67화), 4기 오프닝 테마 (68 ~ 77화)
「ふたりはNS」는 키라링☆레볼루션의 삽입곡, 7기 엔딩 테마 (68 ~ 77화)

### 싱글V
1. はなをぷーん／ふたりはNS (2007년 8월 8일, EPBE-5256)